# Научный дискурс
Научный дискурс (англ. scientific discourse, нем. Wissenschaftlicher Diskurs) — многозначный термин[уточнить], используемый широко с середины 1970-х году вместе с распространением в западноевропейской и американской науке понятия дискурса.
Научный дискурс в одном из его возможных пониманий обозначает систему сложившегося научного знания, то есть доказательную систему знаний, рационально удостоверяющую полученный человеком познавательный результат. Существенными признаками научного знания являются: рациональность, направленность на поиск достоверного знания; специфический способ организации поиска — научное исследование; универсальность, то есть возможность применения исследовательских методов в любой области реальности; особый характер познающего субъекта — научное сообщество.
В другом понимании научный дискурс — это совокупность научных текстов, связанных содержательно-тематическими отношениями или объединённых в функциональном отношении. В этом смысле научный дискурс коррелирует по критериям отбора с другими сферами коммуникации и областями знания, напр., политический дискурс, художественный дискурс, дискурс средств массовой информации, новостной дискурс и др. В этом случае значение термина «научный дискурс» близко к понятию «научный функциональный стиль», теоретически обоснованному в советской, российской лингвистике, в теории функциональных стилей речи с 1960-х годов главным образом в работах Маргариты Кожиной.
Основной вывод исследований научного функционального стиля 1960-х — 1990-х годов: основополагающие характеристики научной речи: объективность, логичность, обобщенность, понятийность, точность обусловлены экстралингвистической основой стиля. Доказана и описана взаимосвязь лингвистического и экстралингвистического факторов в научном тексте. Показано, что в смысловой структуре научного текста отражаются основные фазы и закономерности поиско-исследовательской деятельности человека.
С 1990-х гг. разрабатывается методология лингвистического анализа научного дискурса как продолжение методов и принципов лингвистики текста. Сформировалось как отдельное направление академическое письмо (Scientific writing, academic writing, academic publishing, scholarly communication) – часть языковой и коммуникативно-ориентированной подготовки специалиста, нацеленная на корректное написание исследовательской статьи, проекта на английском языке в соответствии с лексико-грамматическими правилами и нормами научного стиля в отличие от разговорно-бытового английского языка. В российской лингвистике разрабатываются методики эффективного представления научного результата сообществу, оптимальные речевые стратегии позиционирования нового научного знания и взаимодействия автора научного текста с сообществом специалистов и экспертов: В.Е. Чернявская.
В немецкой и англо-американской лингвистике исследование научной речи и научного дискурса имело иные приоритеты. Научный текст изучался в связи со специальными (техническими) текстами, основной акцент делался на изучении специальной терминологии (нем. Fachsprache, Language for Special Purpuses): Лотар Хоффман, Клаус-Дитер Бауман (нем. Klaus-Dieter Baumann), Харальд Вайнрих, Ханс-Рюдигер Флюк (нем. Hans-Rüdiger Fluck).